# 중국산
중국산(中國産, 중국어 간체자: 中国制造, 정체자: 中國製造, 병음: Zhōngguó zhìzào 중국제조[*]) 또는 메이드 인 차이나(영어: Made in China)는 중국에서 생산되는 물품을 뜻하는 말이다. 정확히는 중화인민공화국산(中華人民共和國産, 영어: Made in PRC, 중국어 간체자: 中华人民共和国制造, 정체자: 中華人民共和國製造, 병음: Zhōnghuá rénmín gònghéguó zhìzào 중화인민공화국제조[*])으로 적는다.

## 개요

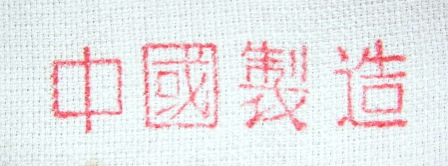
중국산을 중국어로 표기한 모습

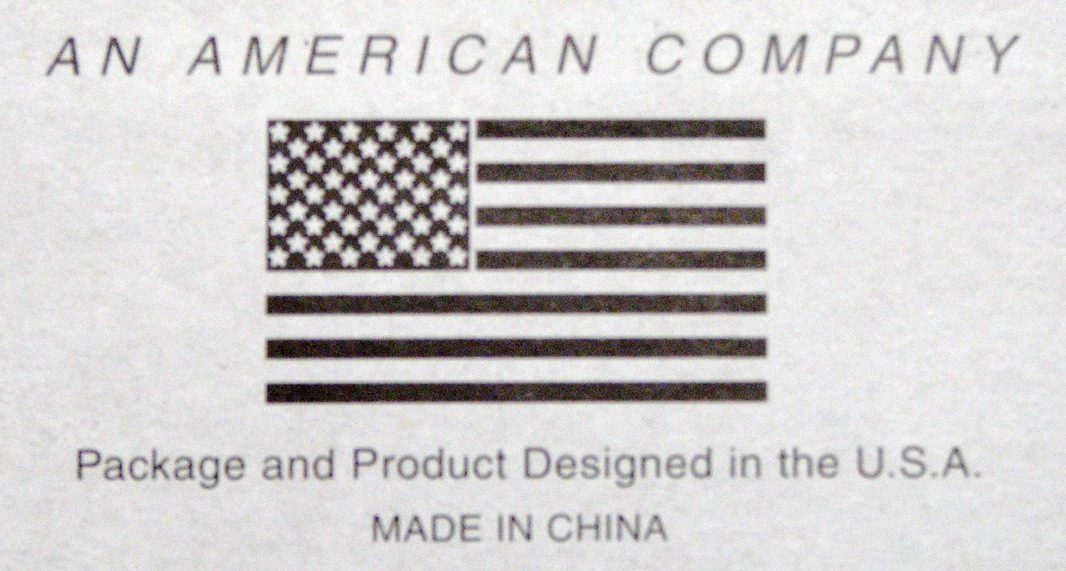
한 미국 회사 제품 표기명 아래에 중국산이 써져있다.

요즘 선진국에서 디자인된 제품이 개발도상국에서 생산하는 방식이 늘어나면서 여러 개발도상국에서 생산하는 사이에 중국에서 인건비가 저렴해지면서 중국에서 생산 비중이 늘어난 추세이다. 그러나 중국산 물품으로 인해 발생되는 여러 사건과 여러 짝퉁들이 등장하여 중국산은 본래의 '중국에서 생산되는 물품'을 뜻하는 단어가 아닌 '품질이 좋지 못한 물품'을 뜻하는 대명사로 변하게 되었다.

## 역대 해외 주요 사건, 사고들
다음은 세계 각지에서 발생한 중국산 물품 관련 사건, 사고들의 목록이다.
| 횟수 | 날짜                      | 국가(또는 지역)          | 관련물품(문제의 재료, 사건)                                                                                                  | 결과                                                                                                  | 중국 정부의 대응 |
| ---- | ------------------------- | ------------------------ | --- | --- | --- |
| 1    | 2007년 3월 30일           | 미국, 이후 북미지역 국가 | 중국산 애완견 사료(멜라민, 애완견 16마리 죽고 수천마리 정신질환 유발)                                                        | 미국, EU 수입 전면 금지, 현재 미국과 중국의 회사 간 법적 분쟁 상태                                    | 중국 식품약품감독관리국(SFDA) 국장 정샤오위 처형                                                                                           |
| 2    | 2007년 6월 1일            | 북미                     | 중국산 치약(자동차 엔진이 얼지 않도록 하는데 쓰이는 부동액의 원료인 발암물질 다이에틸렌글라이콜(DEG))                        | 북미, 남미, 호주, EU, 일본, 한국 등 국가 수입 전면 금지 및 관련 치약 제조 회사의 제품 수입 금지       | 중국 정부 대변인 “먹지 않고 뱉으니 괜찮지 않은가?” “중국의 치약이 유해하다는 판정은 비과학적이다.”                                         |
| 3    | 2007년 6월 17일           | 미국                     | 장난감 기차(납성분이 함유된 페인트로 덧칠해 아이들이 삼킬시 문제 야기, 검사중 발견)                                          | 리콜                                                                                                  | 중국 정부“중국에서 싼 재료로 무조건 만들려 한 미국 회사의 잘못이 크다.”                                                                    |
| 4    | 2007년 6월 27일           | 미국                     | 타이어(제조 부실(고무의 접착성분 부족으로 추정), 도로 주행 도중 타이어 폭발 사고 발생 2명 사망 1명 뇌손상)                   | 45만점의 타이어 리콜                                                                                  | 구체적 언급 없음 |
| 5    | 2007년 6월 28일           | 미국                     | 새우 등 여러 수산물(인체에 유해한 살균제검출)                                                                                | 수입 제한 조치                                                                                        | 구체적 언급 없었으나 미국산에 대하여 맞대응                                                                                                |
| 6    | 2007년 7월 4일            | 미국                     | 음식 재료 조미료(살모넬라균 검출)                                                                                            | 제품 회수                                                                                             | 구체적 언급 없음 |
| 7    | 2007년 8월 1일 - 8월 14일 | 미국                     | 장난감 | 리콜                                                                                                  | 구체적 언급 없음 |
| 8    | 2007년 8월 18일           | 영국                     | 유아용 팔찌(납성분 검출) | 판매 중단                                                                                             | “중국산 제품을 깎아내리기 위한 시도”라고 발언, EU측의 정정 요구와 경고를 받음                                                              |
| 9    | 2007년 8월 19일           | 뉴질랜드                 | 의류(발암물질 포름알데히드 검출)                                                                                             | 구체적 언급 없음(판매 중지 및 중단을 추정)                                                            | 당시 우이(吳儀) 부총리를 조장으로 하는 상품 품질 향상 및 식품안전 업무 강화를 위해 영도소조라는 정부부처를 구성, 범국가적인 대응을 준비함. |
| 10   | 2008년 2월 14일           | 파나마                   | 감기약(가짜 감기약, 파나마의 114명의 사람들이 먹고 사망)                                                                     | 중국산 제품에 대한 전면적인 경보 발령, 주변 남미 국가에는 중국산 사용, 수입 제한을 권고               | 중국 정부와 회사는 직접 그 나라에 수출을 하지 않았다는 이유로 발뺌                                                                         |
| 11   | 2008년 9월                | 전 세계                  | 멜라민(모든 식품, 중국내 5만여명의 피해자 10명 이상 사망)                                                                    | 중국산 유제품에 대한 전면적인 경보 발령,EU 중국산 유제품 1%라도 들어있으면 수입금지, 수입 제한을 권고 | 원자바오 중국총리가 전 세계에 사과, 알고 있었지만 은폐했다는 의혹이 있음.                                                                  |
| 12   | 2008년 10월               | 정확하게 밝혀지지 않음   | 폼알데하이드 은어(빙어,병어) (선도유지 질기고 부패하지 않게 하기 위해 첨가, 구강 및 폐암을 유발, 중국 당국에서 사용금지품목) | | |

### 한국에서 터진 중국산 물품 관련 주요 사건, 사고들
| 횟수 | 날짜                           | 관련물품(문제의 재료, 사건)                                                                                  | 결과                                                                                              | 중국 정부의 대응 |
| ---- | ------------------------------ | --- | ------------------------------------------------------------------------------------------------- | --- |
| 1    | 2005년 10월 21일               | 김치(기생충 알이 든 것으로 판명, 학교에 납품되어 수만명의 학생들이 회충등의 기생충에 감염되었던 것으로 판명) | 수입이 한동안 중단되었으나, 수입이 오히려 증가, 주로 배달해 먹는 음식점이나 시장, 대형마트에 납품 | 오히려 한국 정부를 역으로 비판하고 한국김치에도 기생충 알이 들었다고 비판했으나, 근거가 없고 허위사실이었던 것으로 판명, 그러나 한국김치를 수입하던 일본은 수입을 한 때 중단 |
| 2    | 2005년 7월 26일                | 장어(발암물질인 말라카이트 그린이 든 것으로 판명)                                                            | 위험물질이 함유된 식재료들은 수입을 중단하는 조치가 내려짐                                        | 구체적 언급 없음 |
| 3    | 2004년 8월 19일(신문기사 내용) | 찐쌀(증미(蒸米), 유해물질인 이산화황으로 표백해서 유통됨)                                                    | 아직도 유통되고 있고 추가로 뉴스를 통해 납, 수은 성분이 든 것으로 알려짐. 그러나 오히려 증가추세  | 구체적 언급 없음 |
| 4    | 2000년 8월 21일(신문기사 내용) | 냉동수산물(납품시 가격을 더 받기 위해 신경계에 극도로 위험한 납의 조각을 내부에 넣음)                        | 유통중단, 해당꽃게 납품회사의 수입 전면중지                                                       | 반품되어 중국으로 돌아간 냉동수산물들은 중국 내부로 유통된 것으로 알려짐 |
| 5    | 2003년 5월 9일(신문기사 내용)  | 고춧가루와 고추(공업용 색소, 구두약, 페인트의 원료인 공업용 색소로 색을 입힘)                                | 단속을 한 것 같으나 한동안 기사가 나온 이후에는 구체적 언급 없음                                  | 구체적 언급 없음(다만 영국과 다른 유럽 국가에서도 유통된 것으로 드러나 색출작업을 벌임. 영국에는 사죄했음)                                                                   |

## 같이 보기
- 식품위생